# 1981年バレーボール男子南米選手権
1981年バレーボール男子南米選手権（1981 Men's South American Volleyball Championship）は、1981年にチリのサンティアゴで開催された、南米バレーボール連盟主催の第14回バレーボール南米選手権男子大会。
出場国は6カ国。ブラジルが8大会連続13回目の優勝を飾った。

## 最終結果
| 順位 | 国           |
| ---- | ------------ |
| 1    | ブラジル     |
| 2    | アルゼンチン |
| 3    | チリ         |
| 4    | ベネズエラ   |
| 5    | ウルグアイ   |
| 6    | パラグアイ   |